# ディーン元気
ディーン 元気ことディーン・ロドリック・元気（ディーン げんき、Genki Roderick Dean, 1991年12月30日 - ）は、兵庫県神戸市出身のやり投選手。ミズノ所属。

## 経歴
神戸市立平野中学校時代に兄の影響で陸上競技を始める。全中の砲丸投で4位になった。また3年次のジュニアオリンピックの円盤投で優勝している。尼崎市立尼崎高等学校に進学後、やり投を始め、3年次のインターハイでは、やり投と円盤投の二冠を達成した。中学時代には四種競技、高校時代には八種競技にも取り組んでいた。
早稲田大学スポーツ科学部へ進学後は、やり投に専念するようになった。2010年、世界ジュニア陸上競技選手権大会で銀メダル、日本陸上競技選手権大会で3位、2011年、アジア陸上競技選手権7位、ユニバーシアード12位、日本陸上競技選手権大会2位の成績をあげた。
2012年4月29日に広島広域公園陸上競技場で行われたロンドンオリンピック日本代表選考会を兼ねた第46回織田幹雄記念国際大会において、派遣標準A記録を突破し、村上幸史のベスト（83m53、当時）を超え、日本歴代2位（当時）となる84m28を投げた。2012年6月9日、第96回日本選手権において大会新記録の84m03を樹立して初優勝するとともに、ロンドンオリンピック出場が決定した。オリンピックでは予選で82m07を投げて決勝に進出したが、決勝では79m95で10位となった。
オリンピック以降は怪我が相次ぎ、2018年は約半年に渡って休養を取った。2020年8月23日のセイコーゴールデングランプリ陸上2020東京で、自身のセカンドベストとなる84m05を記録し優勝。10月1日の第104回日本選手権では80m07で2位。2021年6月27日の第105回日本選手権では79m94で2年連続の2位。
2022年6月12日の第106回日本選手権では81m02を記録し、10年ぶりの日本選手権優勝を果たす。7月21日のオレゴン世界陸上予選では3投目で82m34を記録し、全体7位で決勝に進出。23日の決勝では3投目に80m69を記録するも、4投目以降に進める8位以内には届かず9位であった。
2024年パリオリンピックの陸上競技男子やり投げ予選では82m48cmで全体13位となり上位12人による決勝には届かなかった。

## 成績

### 主要国際競技会
以下は全てやり投げでの成績。
| 年   | 大会                                 | 開催地             | 成績 | 記録  |
| ---- | ------------------------------------ | ------------------ | ---- | ----- |
| 2010 | 第13回世界ジュニア陸上競技選手権大会 | カナダ・モンクトン | 2位  | 76m44 |
| 2011 | 第26回ユニバーシアード               | 中国・深圳市       | 12位 | 73m44 |
| 2012 | 第30回オリンピック競技会             | イギリス・ロンドン | 10位 | 79m95 |
| 2013 | 第27回ユニバーシアード               | ロシア・カザン     | 5位  | 78m21 |

### 年次ベスト
| 年     | 所属                 | やり投 | 円盤投 | 備考                                                |
| ------ | -------------------- | ------ | ------ | --------------------------------------------------- |
| 2008年 | 市尼崎高2            | 65m37  |        |                                                     |
| 2009年 | 市尼崎高3            | 70m57  | 46ｍ05 |                                                     |
| 2010年 | 早稲田大1            | 78m57  | 45ｍ96 | ジュニア日本記録（やり投）                          |
| 2011年 | 早稲田大2            | 79m20  | 47ｍ05 |                                                     |
| 2012年 | 早稲田大3            | 84m28  | 47m92  | 日本歴代2位（当時、やり投）、日本学生記録（やり投） |
| 2013年 | 早稲田大4            | 80m15  | 45ｍ27 |                                                     |
| 2014年 | ミズノトラッククラブ | 77m32  | 42ｍ28 |                                                     |
| 2015年 | ミズノトラッククラブ | 77m51  |        |                                                     |
| 2016年 | ミズノトラッククラブ | 79m59  | 50m59  |                                                     |

- 高校規格（1.75kg）の円盤投では高校3年時に52ｍ33を記録している。走幅跳では高校時代に6ｍ47、大学4年時に6ｍ28を記録している[14]。

## 人物
兵庫県の出身のため普段は関西弁を喋っており、標準語は話せないと伝えられている。
小笠原慎之介とは共通の知人を通して知り合った仲である。
シンガーソングライターの戸田明香音は神戸市立平野小学校、神戸市立平野中学校時代の先輩である。

## 家族
父親がイギリス人で母親が日本人。3人姉弟の末っ子で（姉と兄あり）、プロ野球は地元オリックスの大ファン。
父親はイングランドのニューカッスル出身のラグビー選手で、20代のときに剣道を学びに来日した。現在神戸製鋼で英会話を教えている。